# Będzin Grodziec
Będzin Grodziec – dawna stacja kolejowa w Będzinie, w dzielnicy Grodziec, w woj. śląskim, w Polsce.